# 比翼入母屋造
比翼入母屋造（ひよくいりもやづくり）は、日本における神社建築様式の一つ。

## 概要

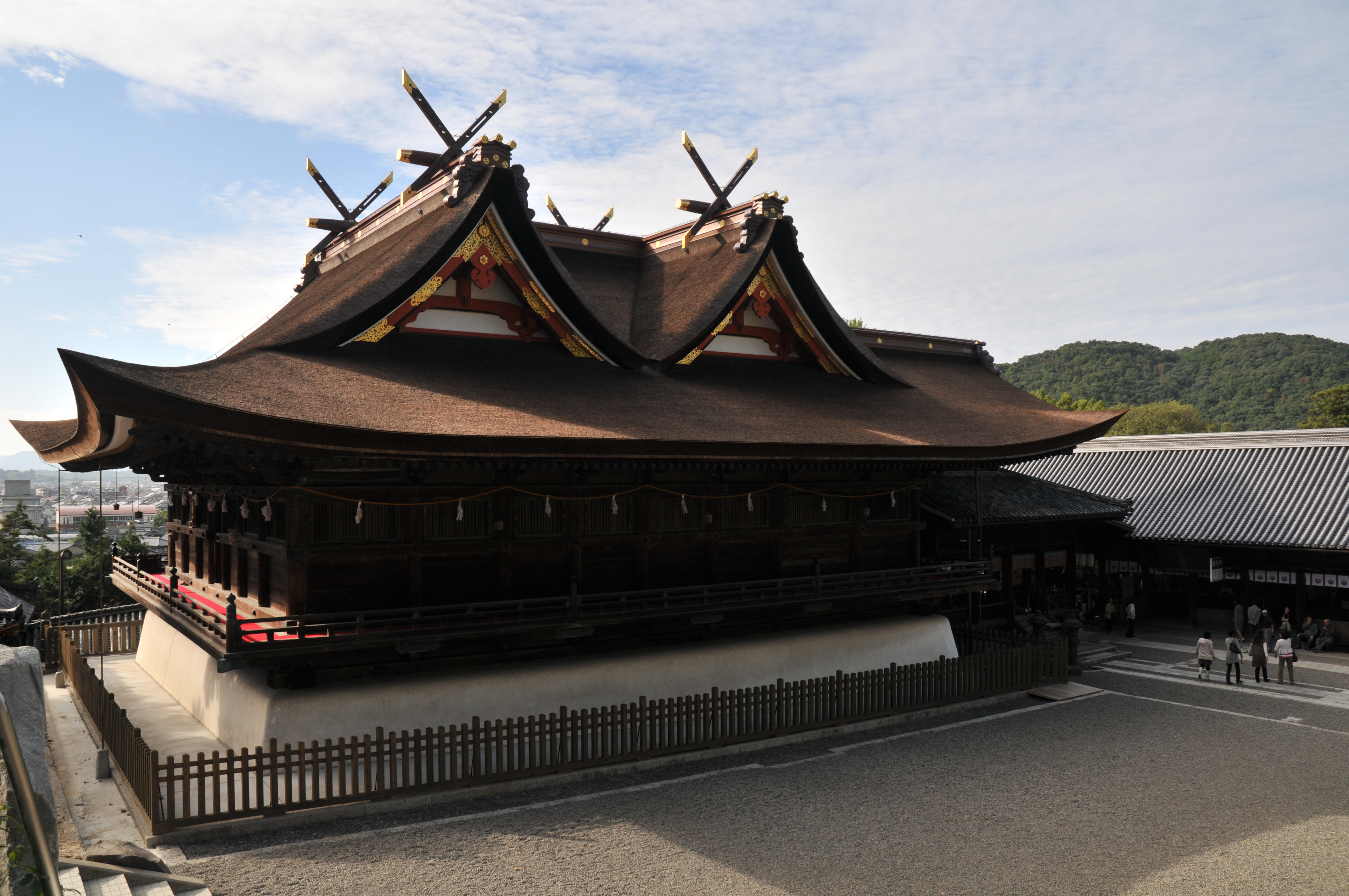
吉備津造（吉備津神社）

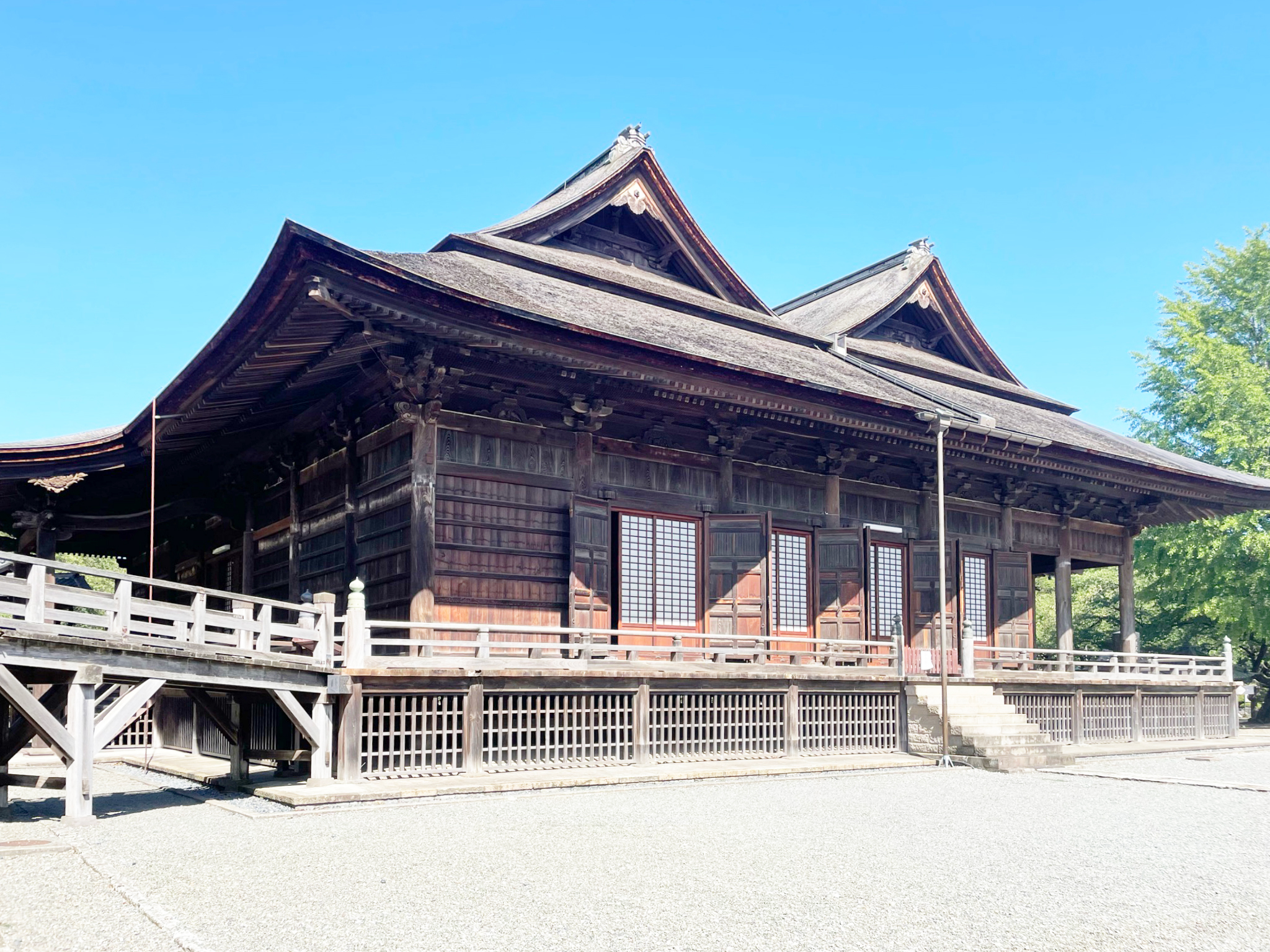
法華経寺の祖師堂

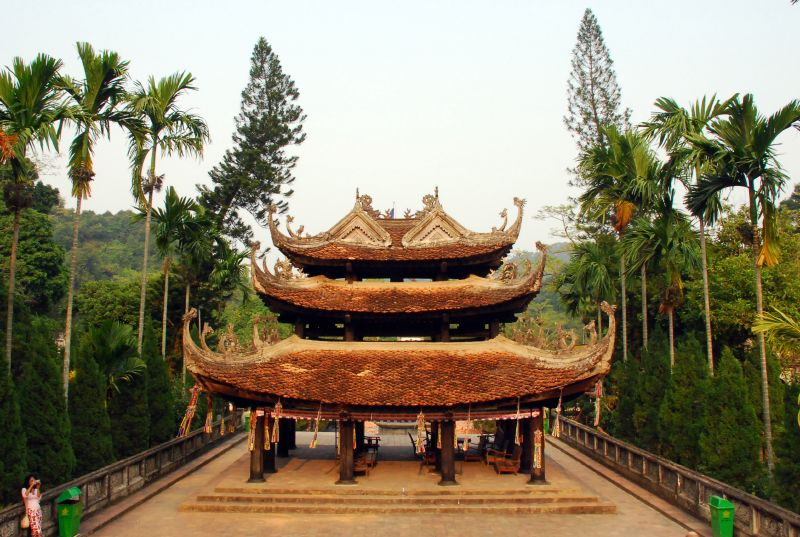
ベトナムの比翼入母屋屋根

入母屋造の2棟を1棟に結合した形態の建築様式のことで、平入の2棟を結合した形態の吉備津神社（岡山県岡山市北区、国宝）の本殿の場合は特に吉備津造（きびつづくり）ともいい、この類似例として法華経寺祖師堂（千葉県市川市、重要文化財）がある。また、由加神社本宮（岡山県倉敷市、岡山県重要文化財）の場合は妻入屋根が並ぶ比翼入母屋造となっている。この他、城郭建築の姫路城や和歌山城、名古屋城などにもみられる。

### 構造
内部を仏殿形式とした本殿と前部の拝殿から成る。特に本殿の屋根が比翼入母屋の形状で、平行に並べた2棟の入母屋屋根と同じ高さの棟の屋根で連結し、一棟としている。そのため入母屋破風が2つずつ並ぶ。